# Parteni de Focea
Parteni de Focea (en llatí Parthenius, en grec Παρθένιος) fou un poeta grec, esmentat sovint per Esteve de Bizanci. Segons aquest autor caldria situar-lo després que Magnenci matés a Flavi Juli Constant el 350.
A l'Antologia grega consta un epigrama d'Erici de Cízic que està dirigit a Parteni εἰς Πρθένιον Φωκαέα τὸν εἰς Ὅμηρον παροινήσαντα, però encara que hi ha opinions a favor, no sembla que estigui dirigit al poeta.